# Chileseius paracamposi
Chileseius paracamposi är en spindeldjursart som beskrevs av Yoshida-Shaul och Chant 1991. Chileseius paracamposi ingår i släktet Chileseius och familjen Phytoseiidae. Inga underarter finns listade i Catalogue of Life.